# Úlcera do pé diabético
A úlcera no pé diabético é uma complicação comum do diabetes mellitus. Geralmente começa como um calo sob o qual o sangue se acumula. À medida que a pele se rompe, forma-se uma úlcera. As complicações podem incluir osteomielite, gangrena e amputações. Muitas vezes está associada a uma infecção do pé diabético.
A causa geralmente está relacionada ao controle inadequado do açúcar no sangue, danos nos nervos, doença vascular periférica e falta de cuidados com os pés. Pessoas com pés chatos são comumente mais afetadas. É um tipo de doença do pé diabético.
O tratamento inclui controle do açúcar no sangue, remoção de tecido morto, curativos e alívio da compressão da ferida, com gesso de contato total, por exemplo. A cirurgia em alguns casos pode melhorar os resultados. A oxigenoterapia hiperbárica também pode ajudar, mas é cara.
Cerca de 9 a 26 milhões de pessoas são afetadas mundialmente por ano. Ocorre em 5% a 25% das pessoas com diabetes em algum momento. Elas são mais comuns em pessoas com mais de 45 anos. Nos Estados Unidos, pessoas latinas, negras e nativas americanas são mais comumente afetadas.